# Bedlington
Bedlington es una localidad inglesa del condado de Northumberland, en el Reino Unido.

## Geografía
Se trata de un distrito urbano perteneciente al condado de Northumberland, en Inglaterra. Se encuentra al sureste de Morpeth, en un terreno elevado sobre el río Blyth, no muy lejos de su desembocadura en el mar del Norte.

## Historia
Bedlington, junto con varias aldeas de los alrededores, fue comprada por Cutheard, obispo de Durham, entre 900 y 915, y aunque se encontraba en el condado de Northumberland, pasó a formar parte del condado palatino de Durham, sobre el que Guillermo el Conquistador concedió derechos reales al obispo Walcher. Cuando estos derechos fueron arrebatados a Cuthbert Tunstall, obispo de Durham, en 1536, Bedlington, entre sus otras propiedades, perdió sus privilegios, pero le fueron confirmados en 1541 junto con las demás propiedades de sus predecesores. Junto con las demás tierras de la sede de Durham, Bedlington pasó a manos de los comisionados eclesiásticos en 1866. Bedlingtonshire pasó a formar parte de Northumberland para fines civiles mediante leyes del parlamento en 1832 y 1844. En el crecimiento moderno de la ciudad tuvieron relevancia las minas de carbón de los alrededores y la fabricación de clavos y cadenas. A comienzos del siglo XX, en 1901, el lugar tenía contabilizada una población de 18 766 habitantes.

## Patrimonio
Hay una iglesia dedicada a San Cutberto.